# Babylonisches Vokalisationssystem

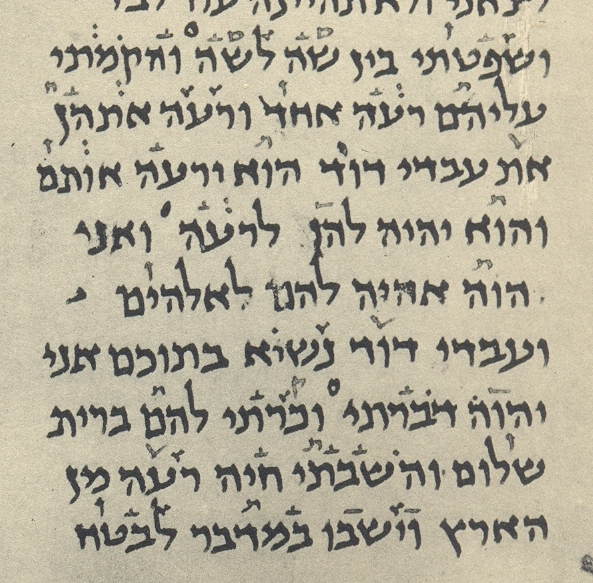
Beispiel einer babylonischen Vokalisation

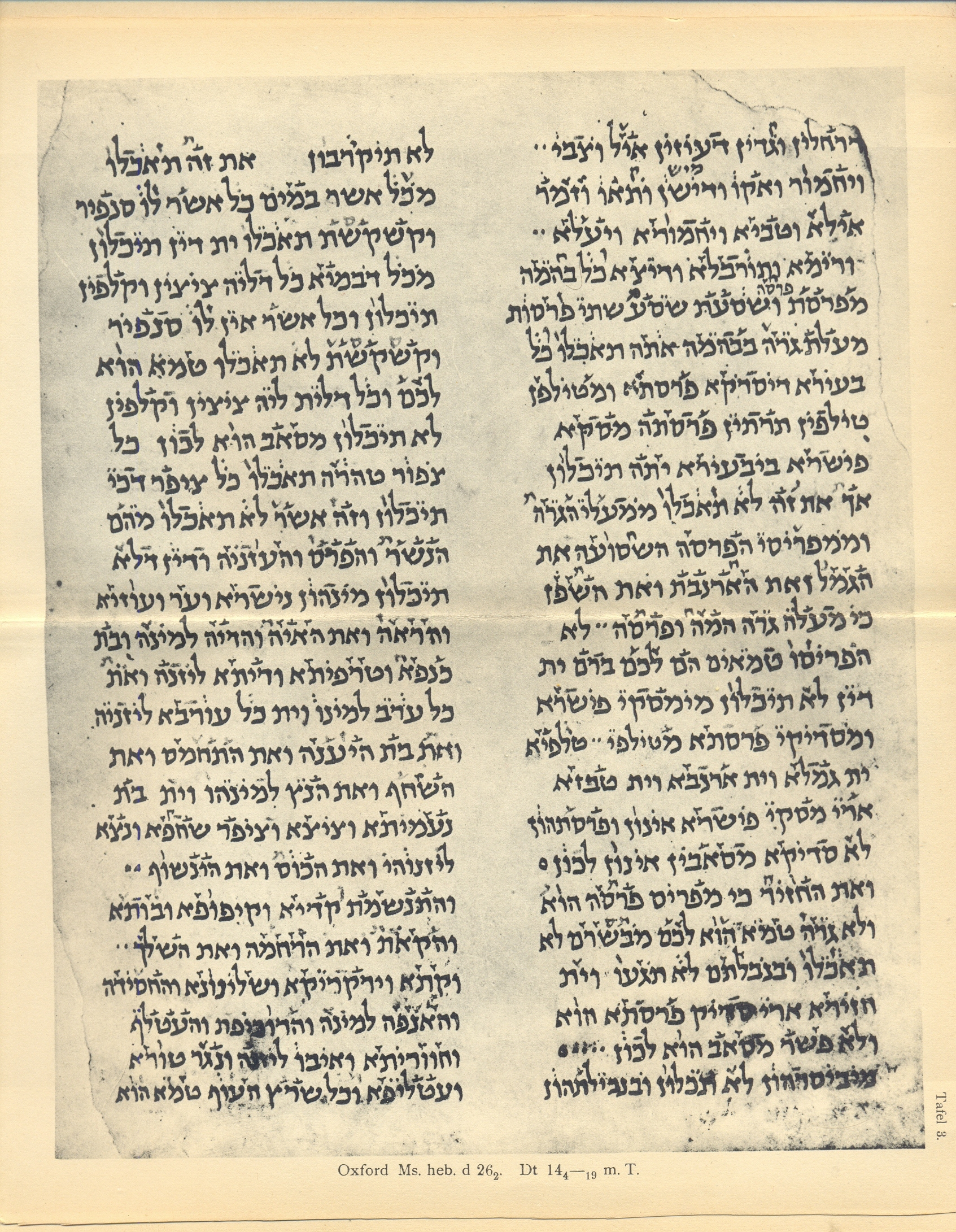
Ein Dokument mit babylonischer Vokalisation

Die babylonische Vokalisation (hebräisch ניקוד בבלי) ist ein System diakritischer Zeichen (Nikud), mit denen die Masoreten aus Babylon die Konsonantentexte der hebräischen Bibel ergänzten, um die Vokale des in Babylon gesprochenen Hebräisch anzuzeigen. Die babylonische Vokalisation wird heute nicht mehr verwendet, sie wurde durch die tiberische Vokalisation verdrängt.

## Geschichte
Die einfache babylonische Vokalisation entstand im 6. und 7. Jahrhundert, die komplizierte entstand später. Als eigenständiger Dialekt ist das babylonische Hebräisch für das Ende des 9. Jahrhunderts nachgewiesen. Ihren Höhepunkt erreichte seine Verwendung im 8. und 9. Jahrhundert, als es von Persien bis in den Jemen gesprochen wurde. Unter der islamischen Vorherrschaft im 10. Jahrhundert verschwanden die wichtigsten madrasas, und die babylonische Vokalisation wurde durch die tiberische Vokalisation verdrängt. Gleichwohl wird das heutige jemenitische Hebräisch als Nachfolger einer Ausprägung des durch die babylonische Vokalisation dargestellten babylonischen Hebräisch angesehen.
Die babylonische Vokalisation wurde 1839 von dem karäischen Juden A. Firkowich wiederentdeckt, als er einen Codex in der Synagoge von Çufut Qale fand, der ein bis dahin unbekanntes Vokalisationssystem benutzte. Der Text war auf 916 datiert. Weitere Dokumente wurden nach Firkowichs Tod 1874 in seiner Sammlung gefunden. Nach 1954 machte sich vor allem Alejandro Díez Macho durch die Publikation weiterer babylonischer Manuskripte verdient.

## Beschreibung
Die babylonische Vokalisation wird wie die palästinische Vokalisation als supralineare Vokalisation bezeichnet, weil die Vokalzeichen über die Konsonantenbuchstaben gesetzt werden; im tiberianischen System werden sie dagegen mit Ausnahme des Choläms unter diese gesetzt. Wie auch in der palästinischen Vokalisation werden nur die wichtigsten Vokale bezeichnet.
Es entwickelten sich zwei babylonische Systeme: ein früheres einfaches (E) und ein späteres kompliziertes (K) System. Folgende Vokalzeichen wurden im einfachen System verwendet:
| niqqud mit ב        |                |       |      |        |        |                 |                                |
| Tiberianisch analog | Patach, Seggol | Qamäz | Sere | Chiriq | Choläm | Qubbuz, Schuruq | Schwa mobile (Schwa quiescens) |
| Wert                | /a/            | /ɔ/   | /e/  | /i/    | /o/    | /u/             | /ə/                            |

Das einfache System weist außerdem Zeichen auf, die mit dem tiberianischen Dagesch und Rafe korrespondieren, auch wenn sie nicht deckungsgleich verwendet werden Schwa quiescens (ʃwaː naħ) wird nicht gekennzeichnet.
Das komplizierte System kann in ein vollständiges und ein unvollständiges System unterteilt werden. Ersteres hat, anders als letzteres, „besondere Zeichen für jede Art von Silbe und verwendet diese konsistent.“ Es bezeichnet die Selbstlaute a e i u, Konsonantengemination, unterscheidet vokalische und konsonantisches א und ה, und bezeichnet Schwa mobile und quiescens mit einem Zeichen.
Einige Manuskripte weisen Merkmale sowohl der tiberianischen als auch der babylonischen Vokalisation auf. Spätere jemenitische Manuskripte, die entweder das einfache oder das komplizierte System verwenden, zeigen jemenitische Merkmale wie die Verwechslung von Patach und Schwa sowie Sere und Choläm.

## Kantillation
Das babylonische System wendet die Kantillation ähnlich wie das tiberianische System an. Die ältesten Manuskripte, die die einfache Vokalisation verwenden, kennzeichnen nur trennende Akzente, schreiben den Akzent nicht über die betonte Silbe und kennzeichnen Mappiq nicht, während spätere Manuskripte dies tun.